# Фіш-Спрінгс (Невада)
Фіш-Спрінгс (англ. Fish Springs) — переписна місцевість (CDP) в США, в окрузі Дуглас штату Невада. Населення — 684 особи (2020).

## Географія
Фіш-Спрінгс розташований за координатами 38°57′13″ пн. ш. 119°39′4″ зх. д. / 38.95361° пн. ш. 119.65111° зх. д. (38.953577, -119.651089).  За даними Бюро перепису населення США в 2010 році переписна місцевість мала площу 23,80 км², уся площа — суходіл.

## Демографія
Згідно з переписом 2010 року, у переписній місцевості мешкало 648 осіб у 257 домогосподарствах у складі 209 родин. Густота населення становила 27 осіб/км².  Було 275 помешкань (12/км²).
Расовий склад населення:
| - 94,1 % — білих - 0,9 % — азіатів - 0,6 % — корінних американців - 0,3 % — чорних або афроамериканців - 0,2 % — вихідців з тихоокеанських островів |

До двох чи більше рас належало 2,9 %. Частка іспаномовних становила 6,3 % від усіх жителів.
За віковим діапазоном населення розподілялося таким чином: 16,0 % — особи молодші 18 років, 64,1 % — особи у віці 18—64 років, 19,9 % — особи у віці 65 років та старші. Медіана віку мешканця становила 52,3 року. На 100 осіб жіночої статі у переписній місцевості припадало 99,4 чоловіків;  на 100 жінок у віці від 18 років та старших — 104,5 чоловіків також старших 18 років.
Середній дохід на одне домашнє господарство  становив 80 726 доларів США (медіана — 77 250), а середній дохід на одну сім'ю — 83 814 долари (медіана — 80 673). За межею бідності перебувало 10,5 % осіб, у тому числі 24,8 % дітей у віці до 18 років та 2,4 % осіб у віці 65 років та старших.
Цивільне працевлаштоване населення становило 393 особи. Основні галузі зайнятості: будівництво — 16,0 %, освіта, охорона здоров'я та соціальна допомога — 14,5 %, публічна адміністрація — 13,0 %.